# Baltic Queen
Le Baltic Queen est un cruise-ferry appartenant à la compagnie estonienne Tallink. Construit par les chantiers STX Europe de Rauma entre 2008 et 2009, il est le dernier d'une série de trois navires jumeaux commandés par Tallink. Il dessert depuis avril 2009 les lignes entre l'Estonie et la Suède.

## Histoire

### Origines et construction
Au cours des années 2000, la compagnie Tallink s'impose rapidement comme un armateur majeur en mer Baltique. Cette période de croissance a permis à l'entreprise estonienne de faire construire une première paire de navires jumeaux neufs et modernes entre 2002 et 2004, les cruise-ferries Romantika et Victoria I. Afin de poursuivre le renouvellement de sa flotte, la compagnie enchaîne les commandes de navires neufs. Trois cruise-ferries jumeaux et deux ferries rapides seront ainsi commandés entre 2004 et 2007.
Les cruise-ferries sont conçus comme des versions améliorées des Romantika et Victoria I. Ils ont en effet une apparence très similaires bien que plus imposants avec une longueur augmentée de près de 20 mètres et un pont supplémentaire, mais aussi une capacité drastiquement augmentée avec 2 800 passagers et 600 véhicules. Leurs aménagements intérieurs ont une organisation semblable à celle de la précédente paire et dispose d'une qualité identique avec plus de 900 cabines dont des suites avec balcon, tout un pont dédié aux boutiques hors taxes, plusieurs bars et restaurants ainsi que des salles de conférences et un centre de bien-être. 
Commandé le 11 avril 2007 aux chantiers finlandais Aker Finnyards de Rauma (qui prendront le nom de STX Europe l'année suivante), qui s'occupe également de la réalisation de ses sister-ships Galaxy et Baltic Princess, le troisième navire de la série, tout d'abord baptisé Cruise 5, est mis sur cale le 22 avril 2008 et lancé le 5 décembre sous son nom final Baltic Queen. Jusqu'au 11 novembre 2008, l'affectation du navire était maintenue secrète par Tallink, qui annoncera par la suite qu'il remplacera le Romantika entre l'Estonie et la Suède. Une fois les travaux de finitions achevés, le Baltic Queen est livré à Tallink le 16 avril 2009.

### Service
Le 18 avril 2009, le Baltic Queen quitte Rauma pour rejoindre Tallinn. Arrivé dans son port d'attache, il est présenté au public le 23 avril et commence son exploitation commerciale le lendemain entre Tallinn, Mariehamn et Stockholm. 

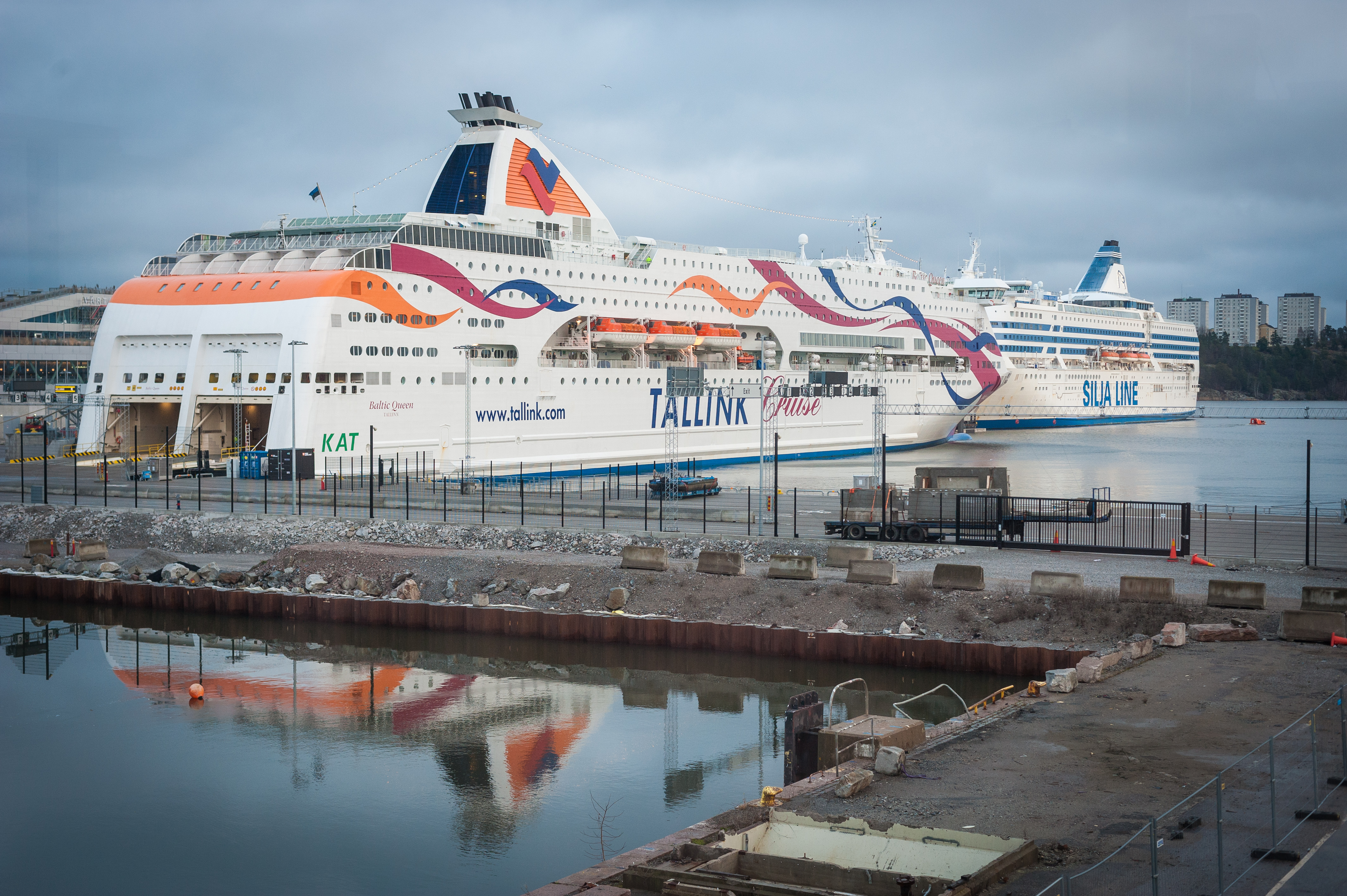
Le Baltic Queen à Stockholm en janvier 2018.

À partir du mois d'août 2014, il est transféré sur la ligne vers Helsinki en remplacement du Silja Europa, affrété pour deux ans en Australie. À l'issue de cet affrètement et du retour du Silja Europa dans la flotte de Tallink, le Baltic Queen retrouve sa ligne habituelle entre l'Estonie et la Suède en décembre 2016.
Au mois de mars 2020, le navire est immobilisé en raison de la pandémie de Covid-19 entraînant l'interruption des liaisons entre Tallinn et Stockholm. Malgré le contexte de crise sanitaire, le navire réalise en juillet quatre croisières spéciales entre Tallinn, Helsinki et Mariehamn. À partir du 14 septembre, il est utilisé sur une ligne exceptionnelle reliant Helsinki à Riga. Cette ligne sera toutefois suspendue le 27 septembre en raison de la recrudescence des cas de Covid-19 et des restrictions mises en place sur le trafic.

## Aménagements
Le Baltic Queen possède 12 ponts. Les locaux passagers se situent sur la totalité des ponts 5 à 9 ainsi que sur une partie des ponts 10 et 2. Ceux de l'équipage occupent principalement le pont 10. Les ponts 3 et 4 sont pour leur part consacrés aux garages.

### Locaux communs
Le Baltic Queen est équipé d'un grand nombre d'installations d'une qualité semblable à celles d'un navire de croisières. Situées en grande majorité sur les ponts 6 et 7, elles comptent notamment trois restaurants à la carte, un buffet spécialités scandinaves, une cafétéria, cinq bars, et des espaces commerciaux très développés.
Les installations du cruise-ferry sont organisés de la manière suivantes :
- Starlight : vaste bar-spectacle sur deux niveaux situé sur les ponts 6 et 7 à l'arrière du navire. Il dispose d'une piste de danse et peut accueillir plus de 1 000 personnes ;
- Seaside : bar à l'ambiance plus intimiste situé au pont 6 à l'avant du navire ;
- Sea Pub : pub traditionnel estonien situé au centre du navire sur le pont 7 ;
- Manhattan Piano Bar : piano-bar situé au milieu arrière du pont 7 ;
- Ibiza Disco : bar-discothèque situé à l'arrière sur le pont 10 ;
- Grand Buffet : restaurant buffet situé au pont 7 à l'avant du navire ;
- Gourmet Baltic Queen : restaurant à la carte situé au milieu avant du pont 7 ;
- Russian à la Carte Aleksandra : restaurant à la carte proposant une cuisine d'inspiration russe situé au centre avant du pont 7 ;
- Grill House : restaurant grill situé au milieu du navire du côté tribord sur le pont 7 ;
- Fast Lane : cafétéria ouverte 24 heures sur 24 située sur le pont 6 vers l'avant du navire ;

En plus de ces installations, le Baltic Queen dispose d'une vaste galerie marchande sur le pont 6 composée d'un supermarché hors-taxe, d'une parfumerie et d'une boutique de vêtements. À l'avant du pont 5 se trouve un centre de conférences. Une piscine intérieure et un sauna situés au pont 2 sous les garages sont également à la disposition des passagers.

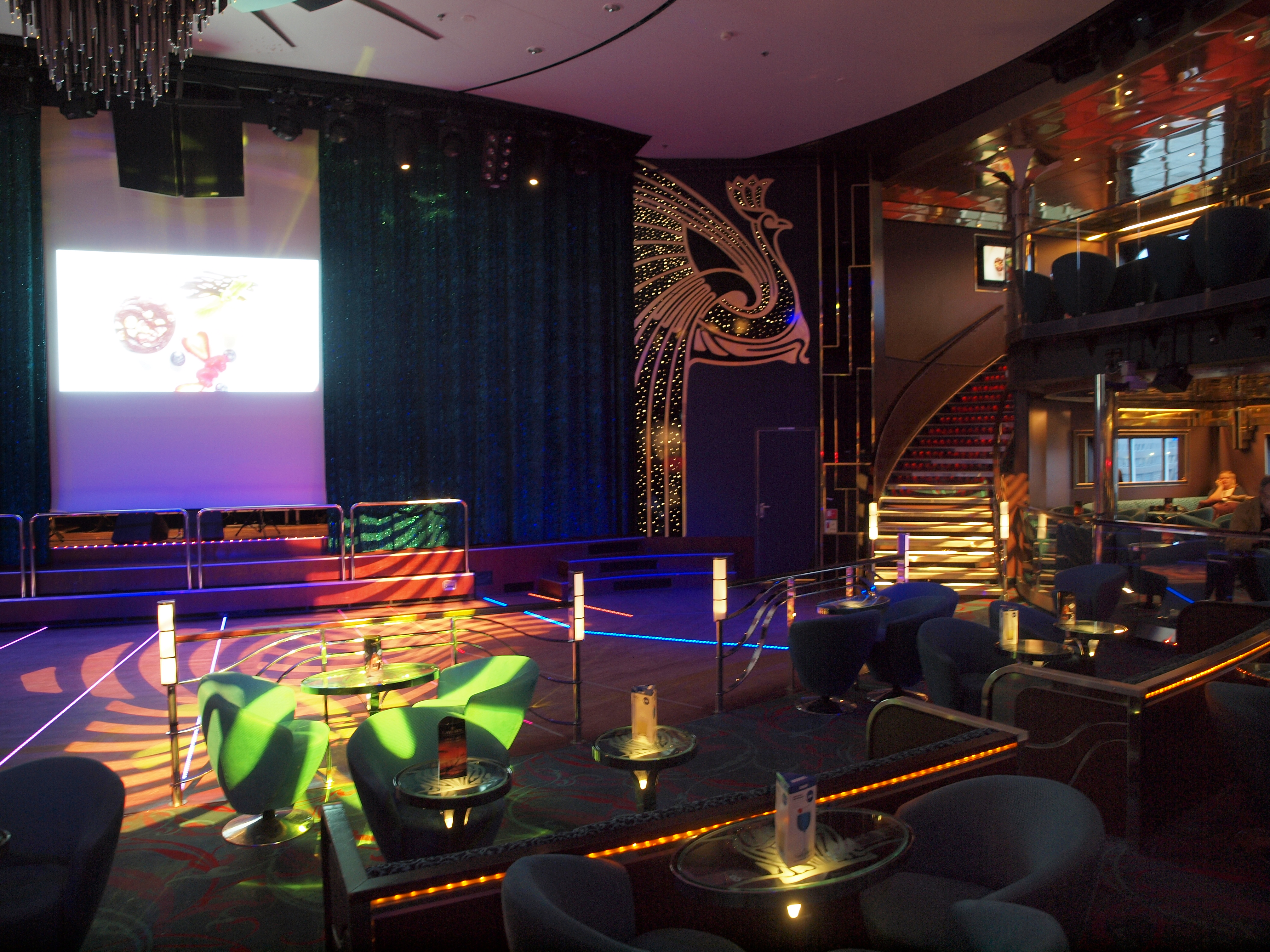
Le bar spectacle Starlight.
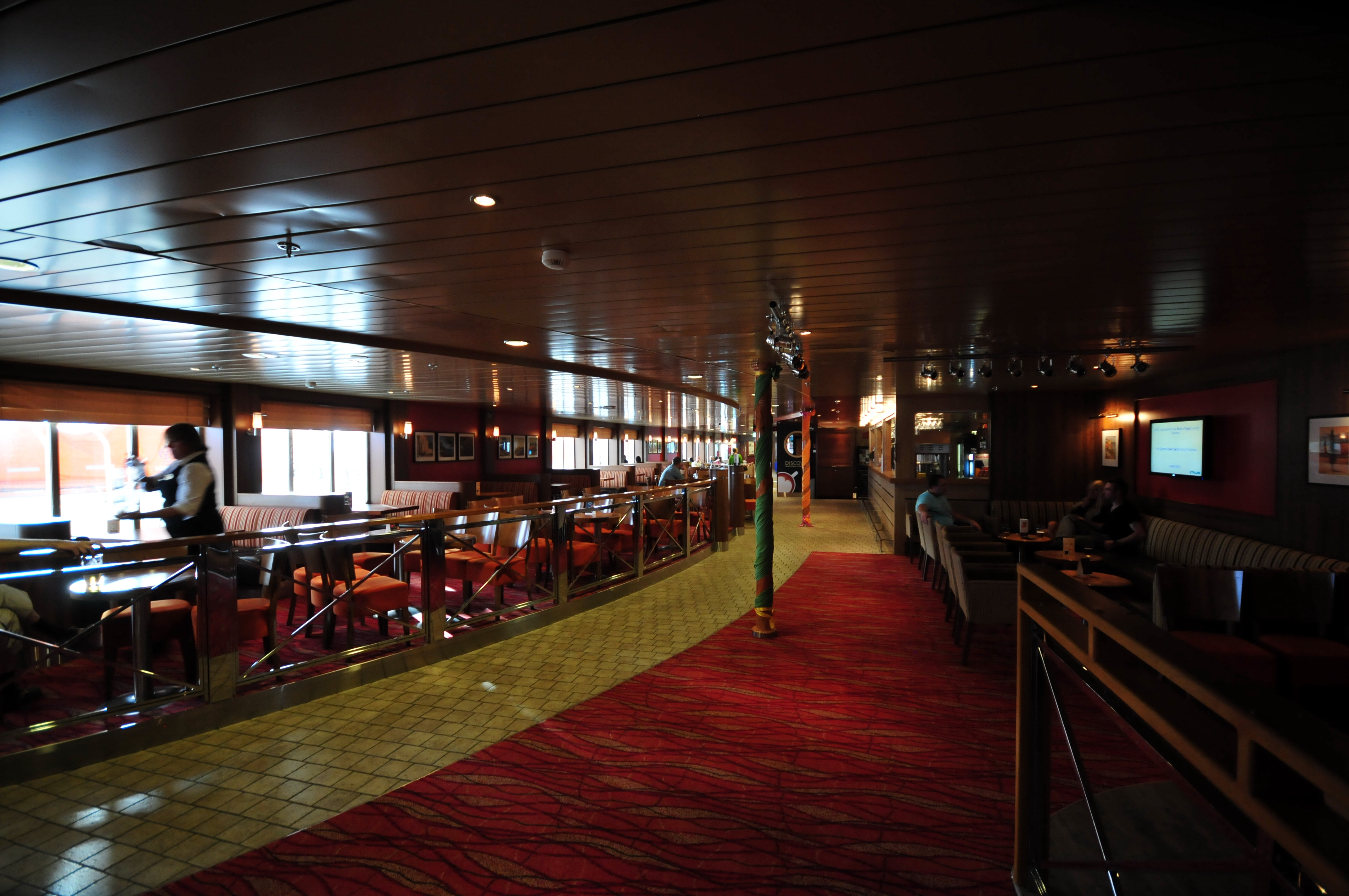
Sea Pub sur le pont 7.
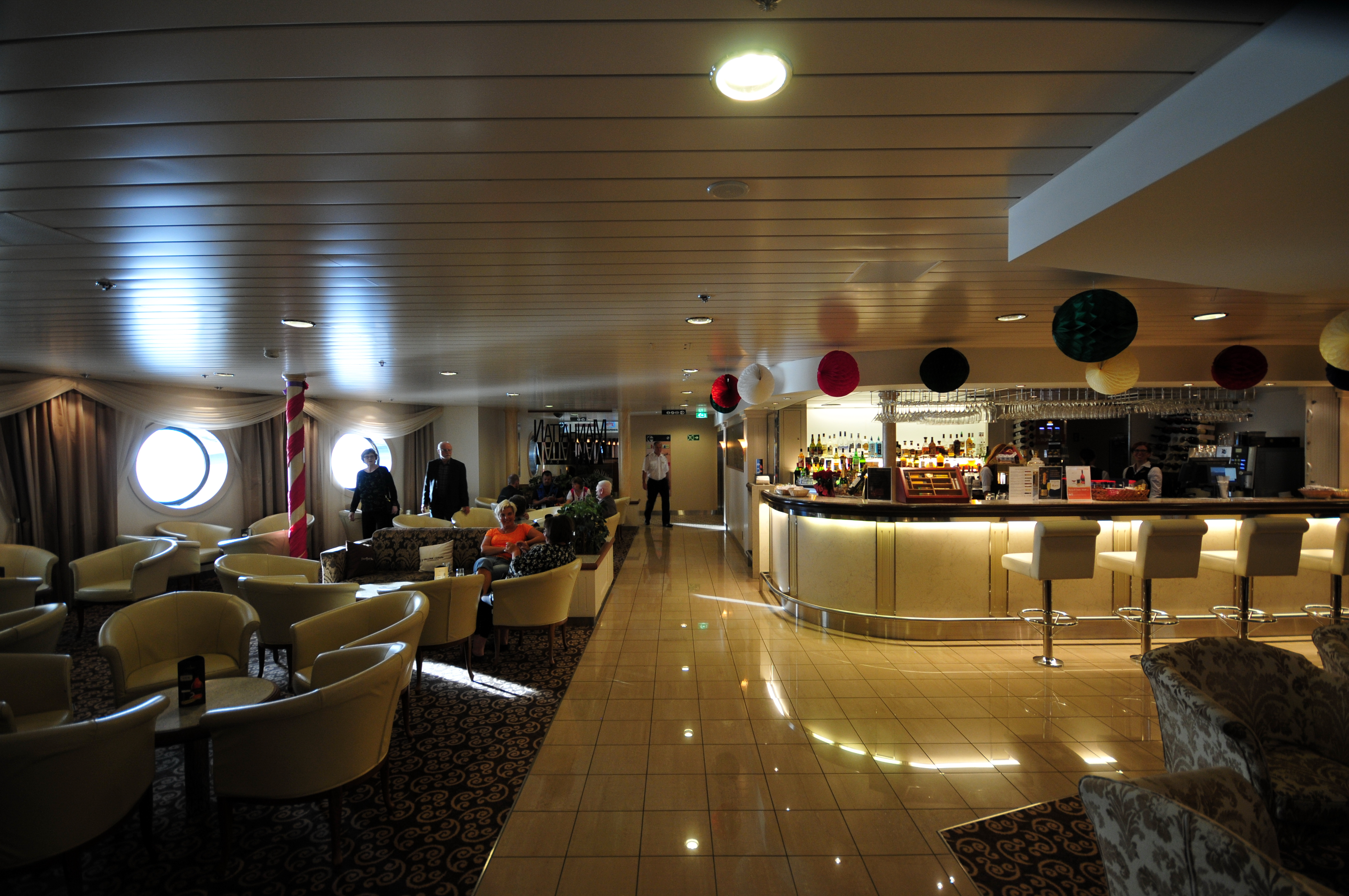
Manhattan Piano Bar
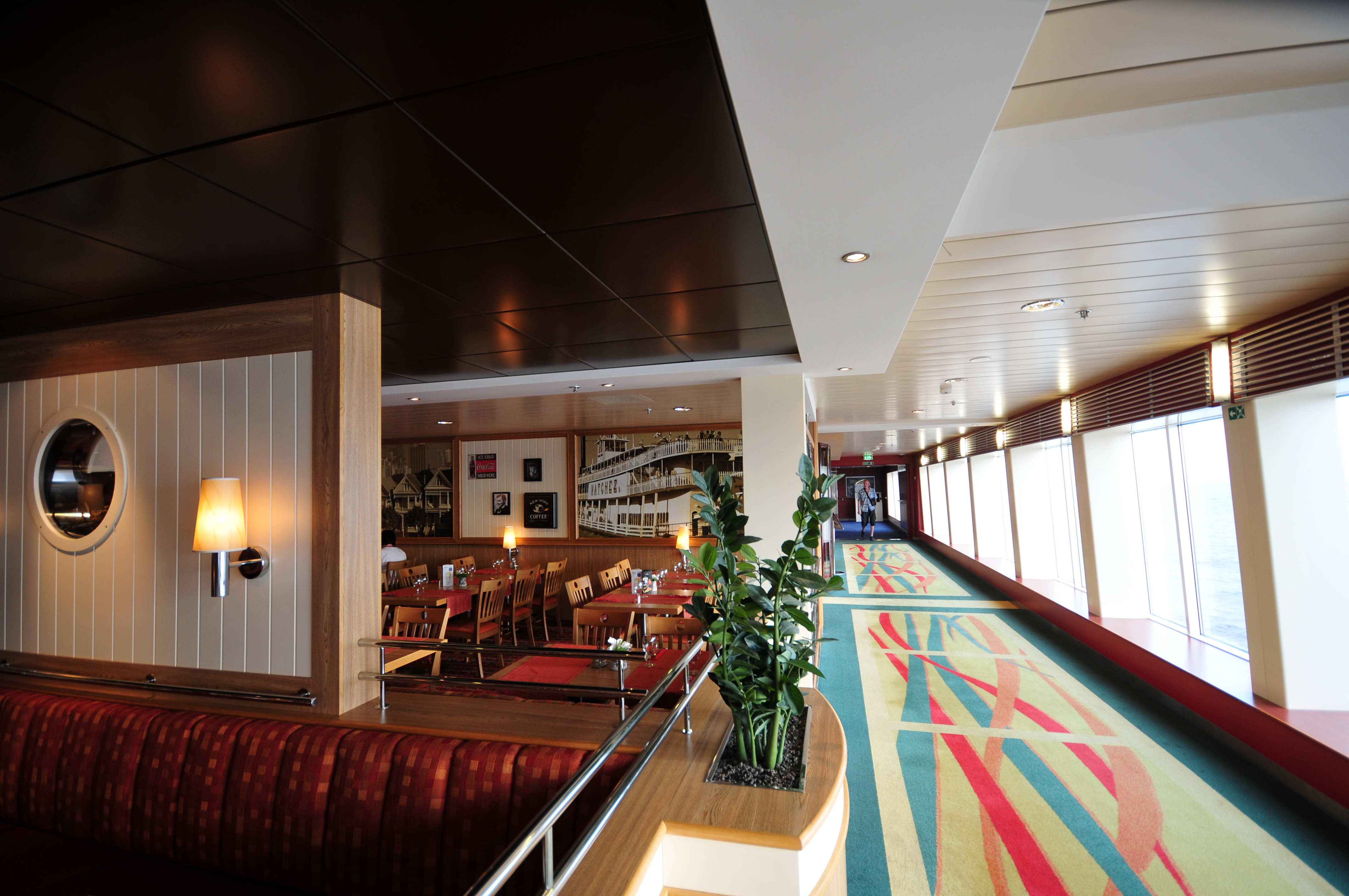
Restaurant Grill House et promenade intérieure.
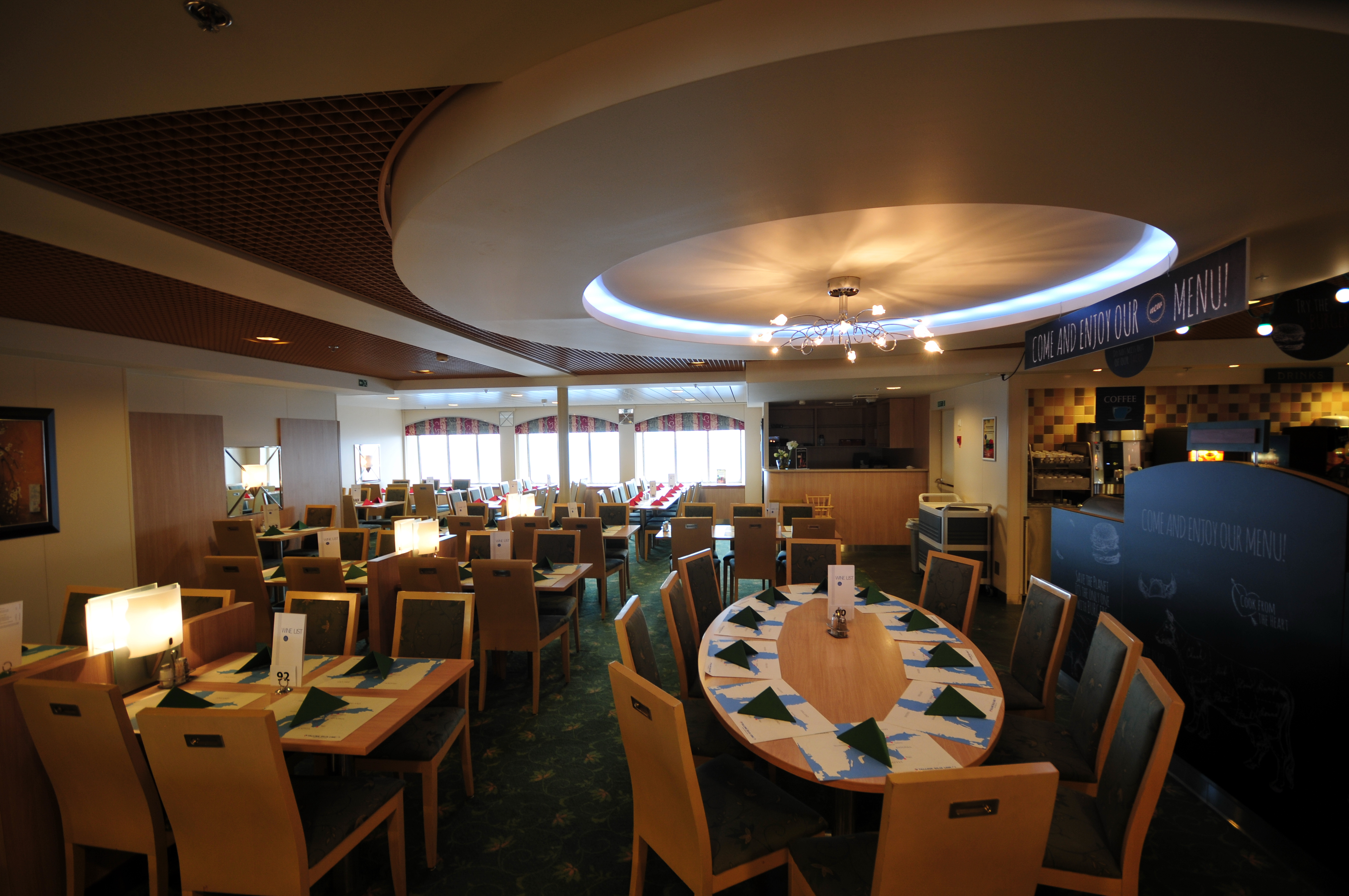
Restaurant Grand Buffet sur le pont 7.
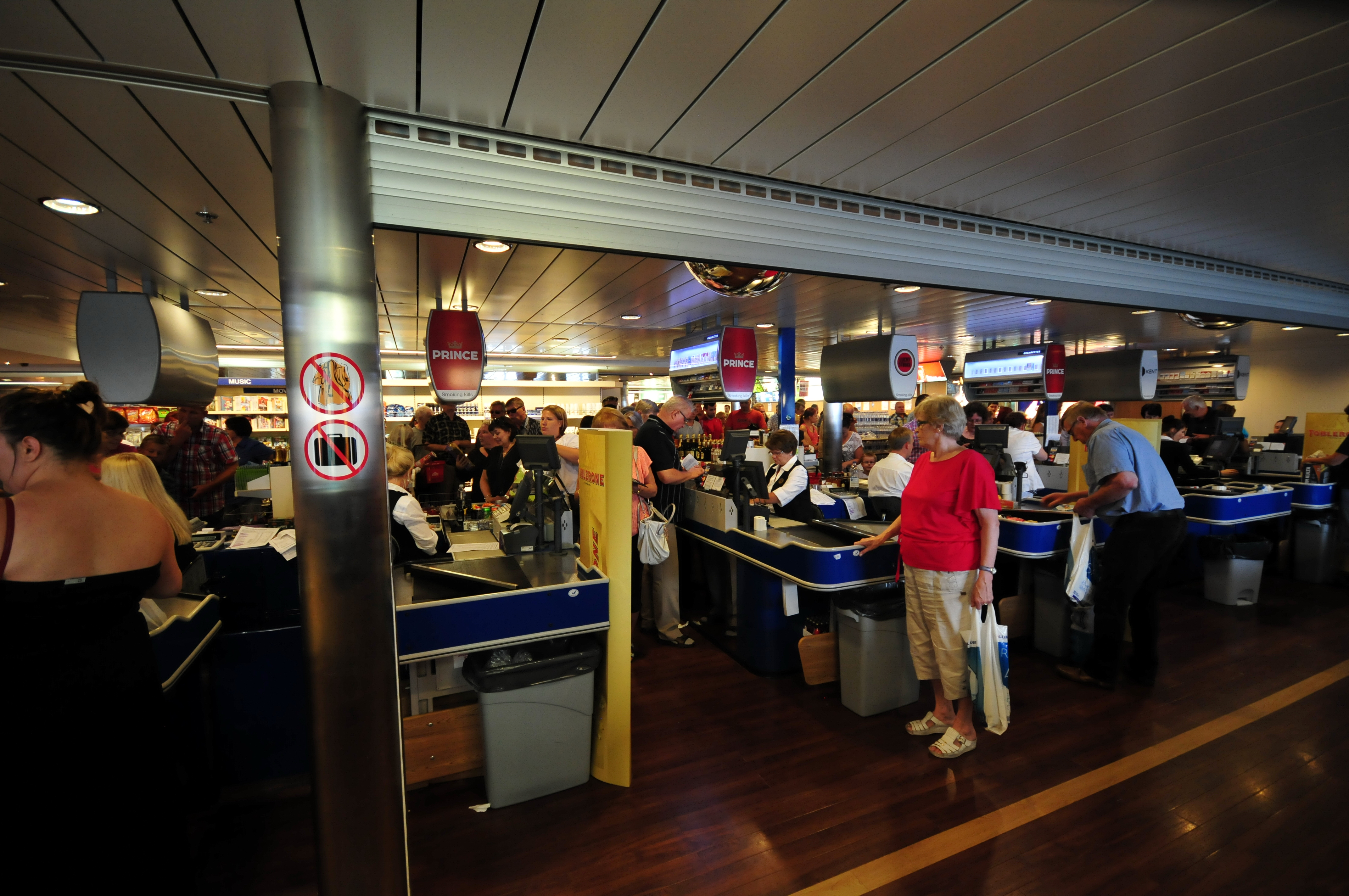
Supermarché hors-taxe sur le pont 6.
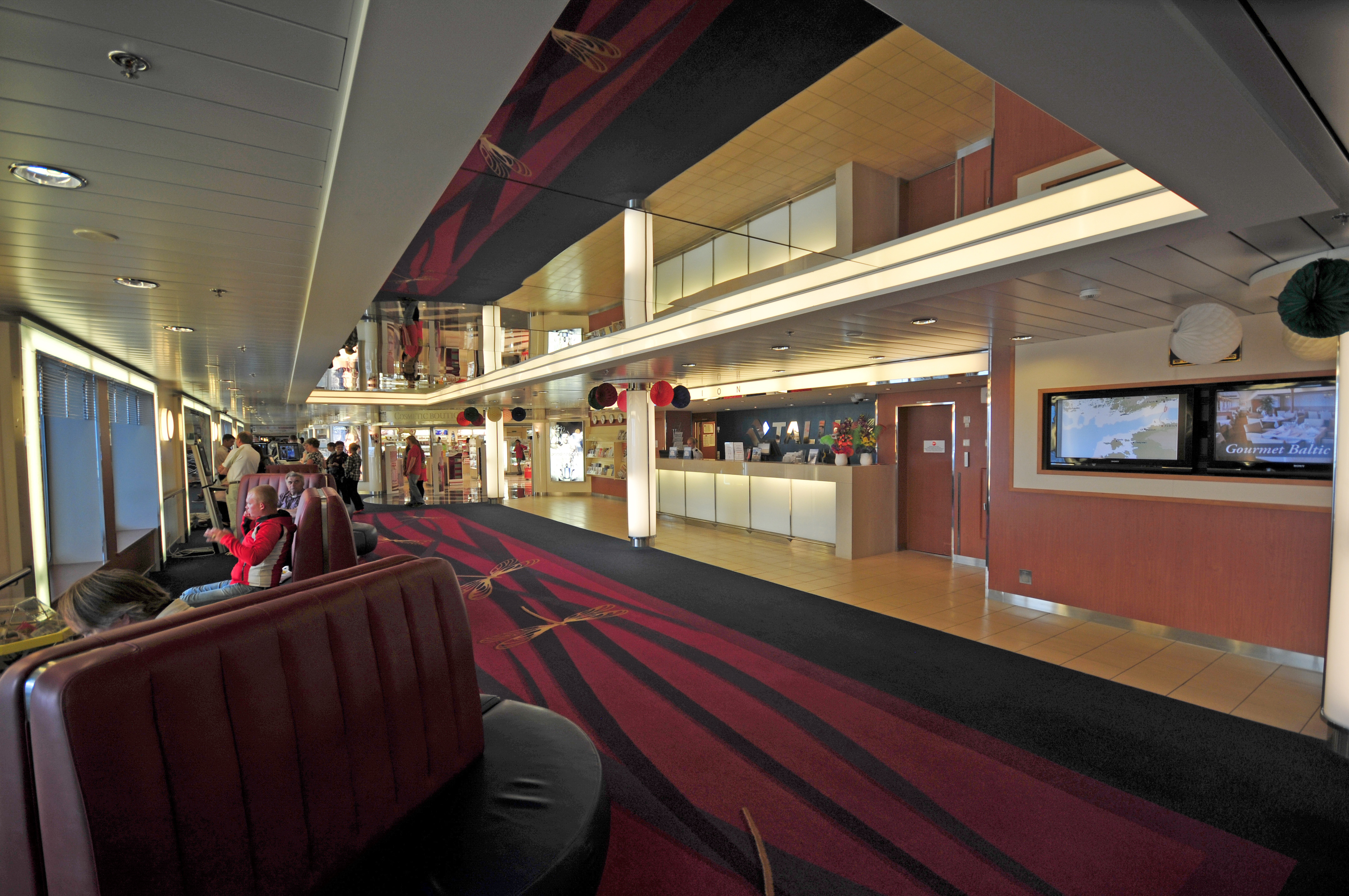
Bureau informations sur le pont 6.

### Cabines
Le Baltic Queen possède 927 cabines situées sur les ponts 5, 8 et 9. Les cabines standards, internes ou externes, sont équipées de deux à quatre couchettes ainsi que de la télévision et de sanitaires comprenant douche, WC et lavabo. Certaines d'entre elles disposent d'un grand lit à deux places. Le navire propose également des suites, dont six avec balcon. Des cabines accessibles aux personnes à mobilité réduite ou aux animaux sont également présentes.

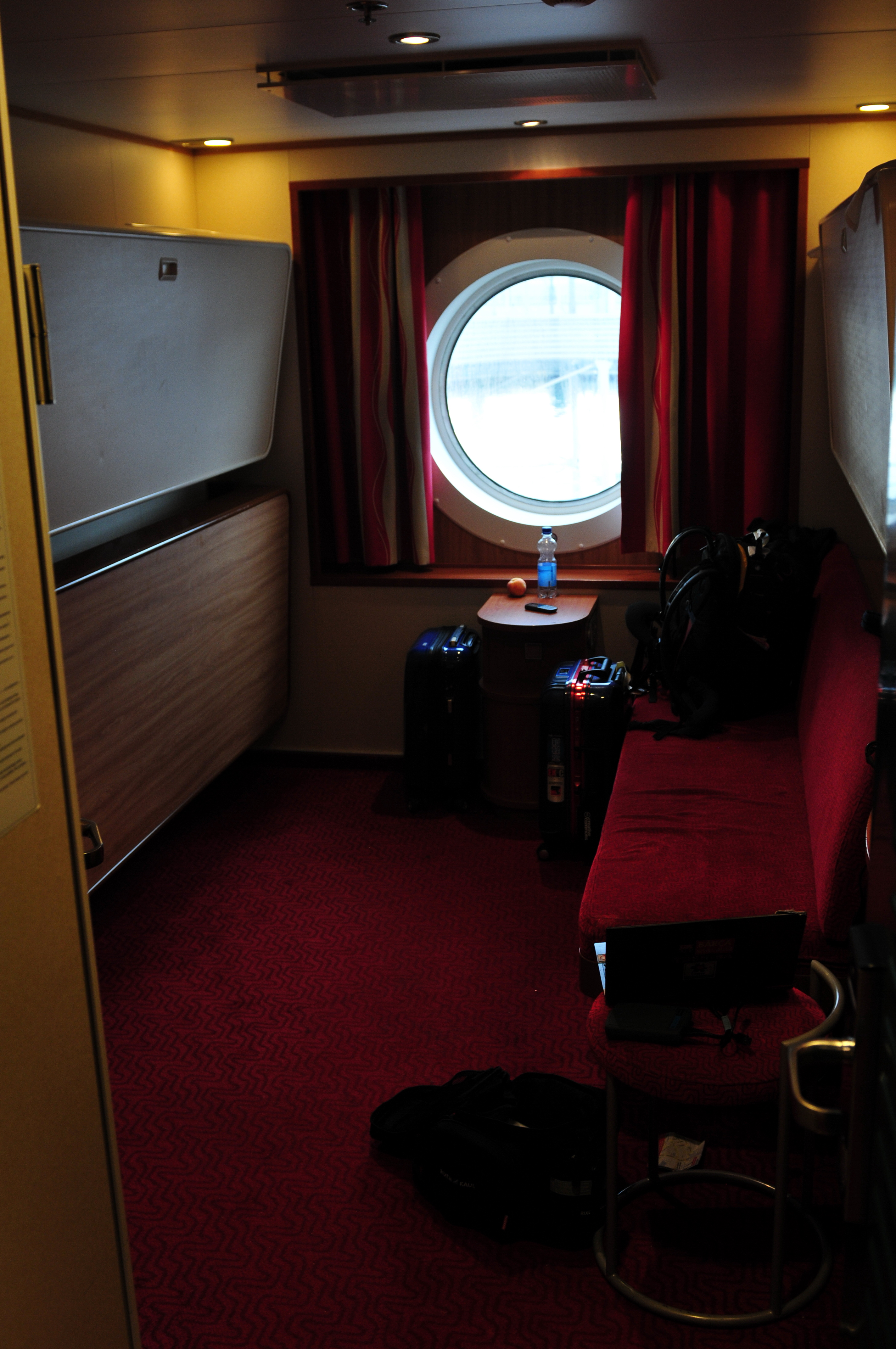
Cabine extérieure standard.
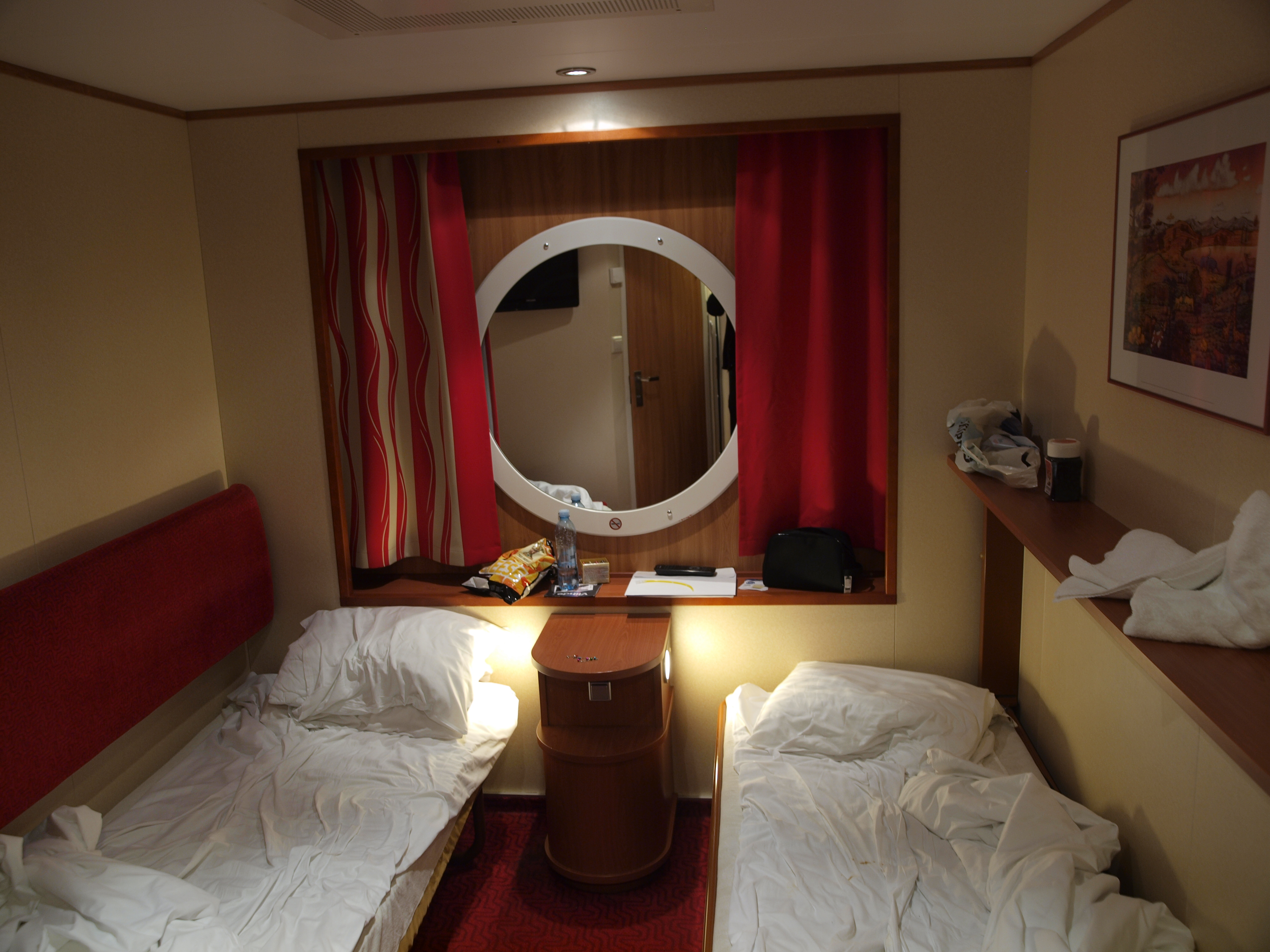
Cabine intérieure standard.
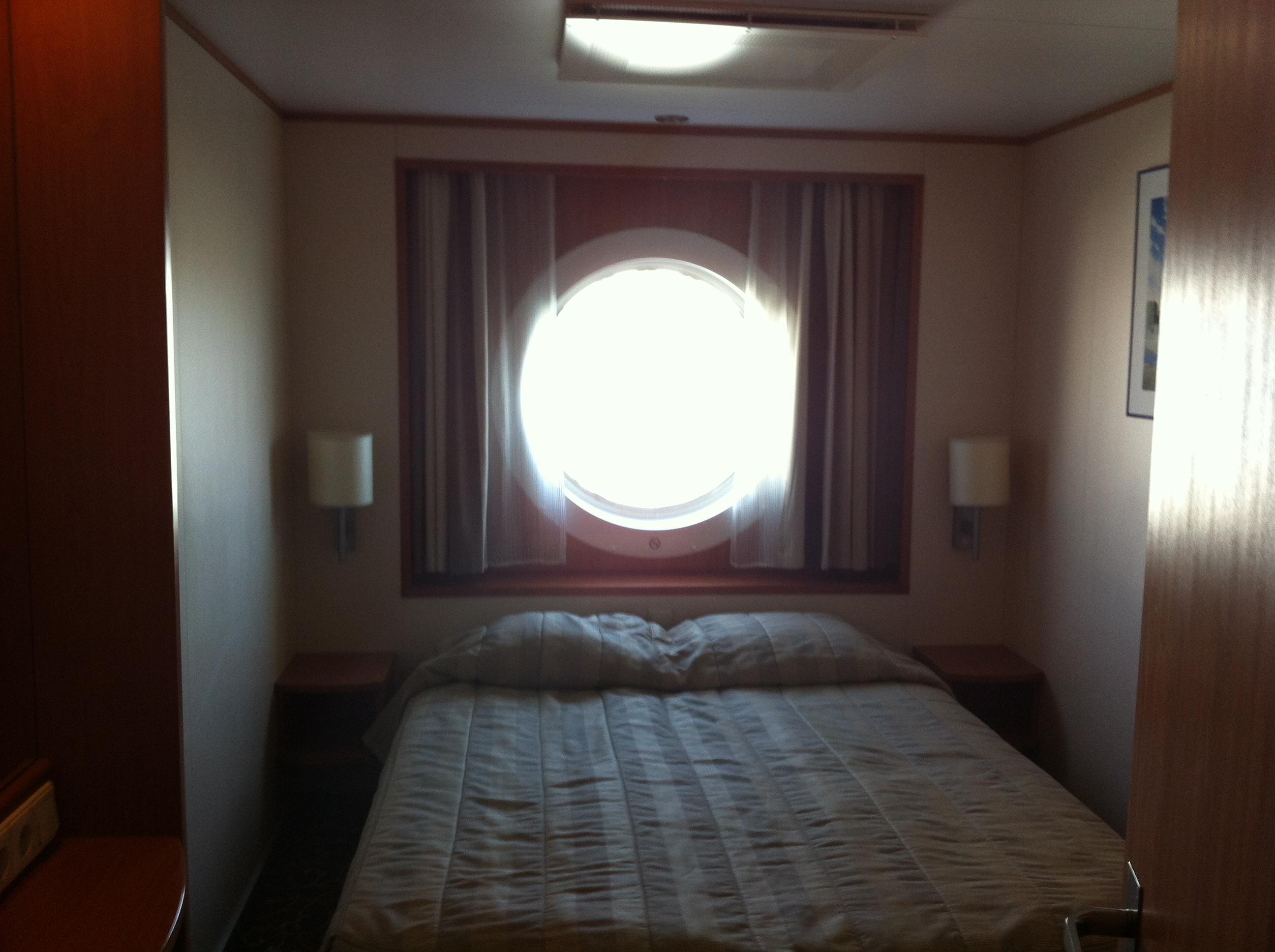
Cabine équipée d'un grand lit.
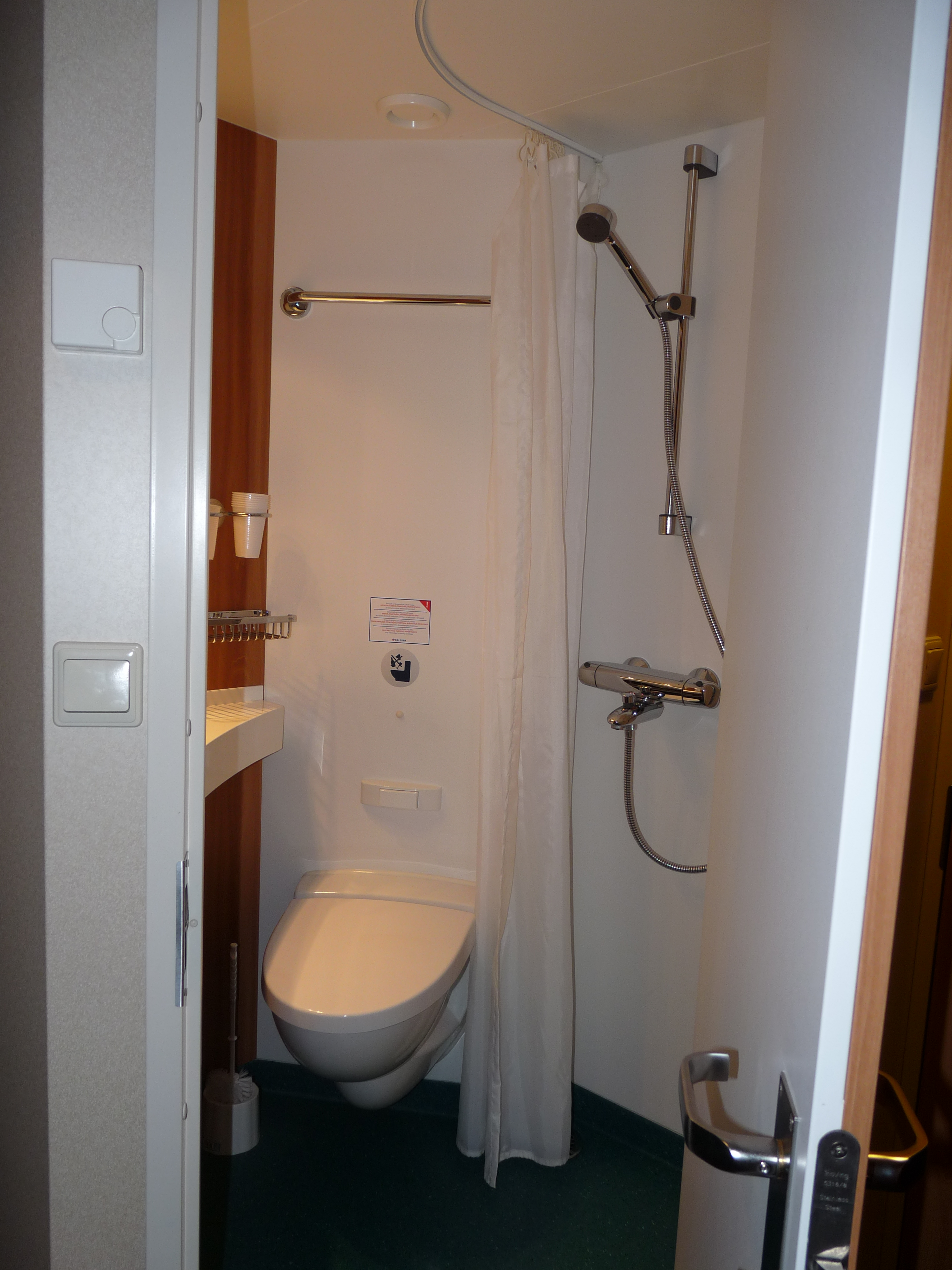
Salle de bain.
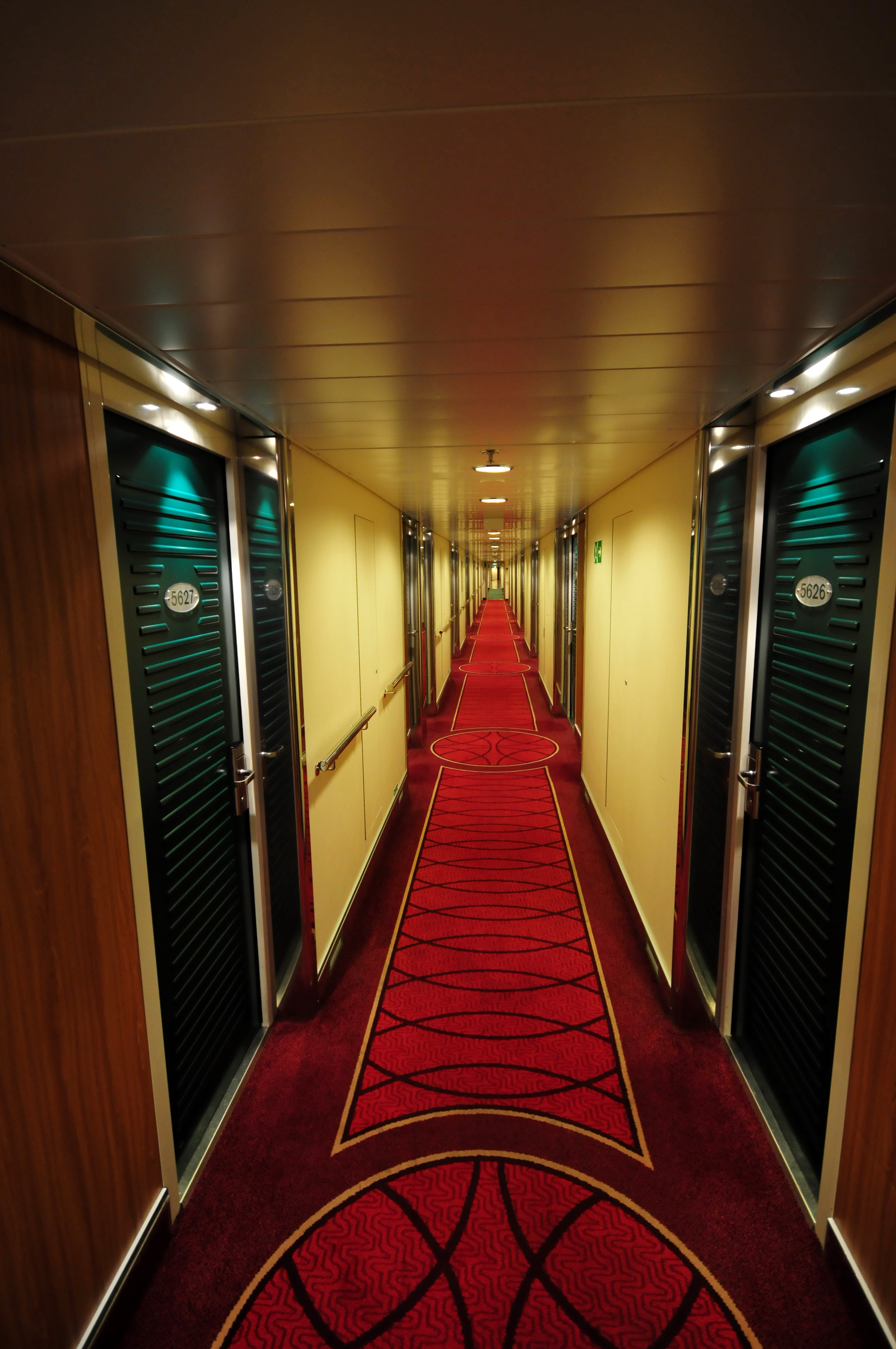
Coursive des cabines du pont 5.

## Caractéristiques
Le Baltic Queen mesure 212,10 mètres de long pour 29 mètres de large et son tonnage est de 48 950 UMS. Le navire a une capacité 2 800 passagers et est pourvu d'un garage de 1 130 mètres linéaires pouvant accueillir 600 véhicules ou 75 remorques répartis sur deux niveaux. Le garage est accessible par deux portes rampes situées à l'arrière et une porte rampe avant. La propulsion est assurée par quatre moteurs diesels Wärtsilä 16V32 développant une puissance de 32 000 kW entraînant deux hélices à pas variable faisant filer le bâtiment à une vitesse de 24,5 nœuds. Le Baltic Queen possède six embarcations de sauvetage fermées de grande taille, trois sont situées de chaque côté vers l'arrière du navire. Elles sont complétées par deux canots semi-rigides. En plus de ces principaux dispositifs, le navire dispose de plusieurs radeaux de sauvetage à coffre s'ouvrant automatiquement au contact de l'eau. Le navire est doté de deux propulseurs d'étrave facilitant les manœuvres d'accostage et d'appareillage ainsi que des stabilisateurs anti-roulis. Il est également équipé d'une coque brise-glace classée 1 A Super.

## Lignes desservies
Depuis sa mise en service, le Baltic Queen est essentiellement affecté à la liaison entre l'Estonie et la Suède sur la ligne Tallinn - Stockholm qu'il effectue en traversée de nuit. À chaque voyage, une escale est effectuée à Mariehamn, située sur le territoire autonome d'Åland afin de permettre entre autres aux passagers de bénéficier de tarifs détaxés dans les boutiques du bord. 
Le navire a parfois navigué sur d'autres lignes du groupe Tallink, notamment entre la Finlande et la Suède sur l'axe Turku - Mariehamn - Stockholm en remplacement des navires de Silja Line mais aussi sur la ligne Tallinn - Helsinki de 2014 à 2016. 
En 2020, les itinéraires du Baltic Queen ont été modifiés en raison de la pandémie de Covid-19. Le navire, resté immobilisé une grande partie de l'année, a ainsi assuré des traversées exceptionnelles entre Tallinn, Helsinki et Mariehamn mais aussi entre la Finlande et la Lettonie sur la ligne Helsinki - Riga au mois de septembre.